# Sony Dynamic Digital Sound
Sony Dynamic Digital Sound (SDDS) — стандарт цифровых оптических совмещённых фонограмм для фильмокопий, разработанный фирмой Sony. Многоканальное звуковое сопровождение к фильму печатается непосредственно на 35-мм киноплёнку оптическим методом в цифровом закодированном виде. Фонограмма может содержать 6 или 8 каналов и печатается на фильмокопиях одновременно с другими цифровыми и одной аналоговой оптическими фонограммами для обеспечения наибольшей совместимости с различными кинотеатрами. 
В версии «7.1» (точнее «5/2.1») содержится 5 фронтальных каналов (левый, центрально-левый, центральный, центрально-правый и правый), два канала окружающего звука и низкочастотный канал эффектов. Считывание аудиоданных с киноплёнки производится при помощи лазера. В системе SDDS используется сжатие данных с потерями ATRAC (Adaptive Transform Acoustic Coding), которое Sony разработала для формата MiniDisc. В системе SDDS скорость цифрового потока составляет 1168 кбит/c для 8 канальной фонограммы. 
Впервые система была использована для записи звука картины «Последний киногерой» в 1993 году. Из существовавших на то время стандартов цифровых оптических фонограмм SDDS считается самым совершенным, но получил наименьшее распространение в кинотеатрах. 
Варианта системы SDDS для домашнего кинотеатра не существует.